# Annaleigh Ashford
Pour les articles homonymes, voir Annaleigh et Ashford.
Annaleigh Ashford, née le 25 juin 1985 à Denver au Colorado, est une actrice américaine.

## Biographie
Annaleigh Ashford est née le 25 juin 1985 à Denver au Colorado.
Elle a fait ses études de théâtre au Marymount Manhattan College.

### Vie privée
Elle est mariée à Joe Tapper depuis le 29 juillet 2013. Ils ont un fils, Jack Clark Tapper, né le 8 septembre 2016.

## Filmographie

### Cinéma
- 2008 : Rachel se marie (Rachel Getting Married) de Jonathan Demme : La caissière au Quick Stop
- 2014 : Top Five de Chris Rock : Michele
- 2016 : Better Off Single de Benjamin Cox : Anne
- 2016 : Love on the Run d'Ash Christian : Liza
- 2017 : Unicorn Store de Brie Larson : Crystal
- 2018 : Seconde chance (Second Act) de Peter Segal : Hildy
- 2019 : Late Night de Nisha Ganatra : Mimi Mismatch
- 2019 : Un jour de pluie à New York (A Rainy Day in New York) de Woody Allen : Lily
- 2019 : Bad Education de Cory Finley : Jenny Aquila
- 2024 : Hold Your Breath de Karrie Crouse et Will Joines : Esther Smith

### Télévision

#### Séries télévisées
- 2008 : Sex and the City : La reine gâtée
- 2009 : Haute & Bothered : Mckenzie
- 2010 : New York, police judiciaire (Law and Order) : Mia
- 2010 - 2012 : Submissions Only : L'adorable fille
- 2011 : The Big C : Chloe
- 2012 : A Gifted Man : Shauna
- 2012 : Nurse Jackie : Cori
- 2012 : Made in Jersey : Jackie
- 2012 - 2013 : Smash : Lisa McMann
- 2013 : New York, unité spéciale (Law and Order : Special Victims Unit): Lindsay Anderson
- 2013 - 2016 : Masters of Sex : Betty DiMello
- 2016 : Pleasant Events  : Maddy
- 2018 : American Crime Story : The Assassination of Gianni Versace : Elizabeth Cote
- 2018 : Three Rivers : Rebecca Watts
- 2018 - 2019 : God Friended Me : Fliss
- 2019 : Younger : Shelly Rozansky
- 2019 : Unbelievable : Lilly Darrow
- 2019 : Evil : Bridget Farrell
- 2020 : The Good Fight : Roisin Orbinson
- 2020 : The Undoing : Alexis Young
- 2020 - 2022 : B Positive : Gina Dabrowski
- 2021 : American Crime Story : Impeachment : Paula Jones
- 2021 : Queer Force (Q-Force) : Vox Tux (voix)
- 2022 : Welcome to Chippendales : Irene
- 2025 : Happy Face : Melissa

#### Téléfilms
- 2015 : Super Clyde de Rebecca Asher : Britney
- 2016 : The Rocky Horror Picture Show: Let's Do the Time Warp Again de Kenny Ortega : Columbia